# Piractwo medialne

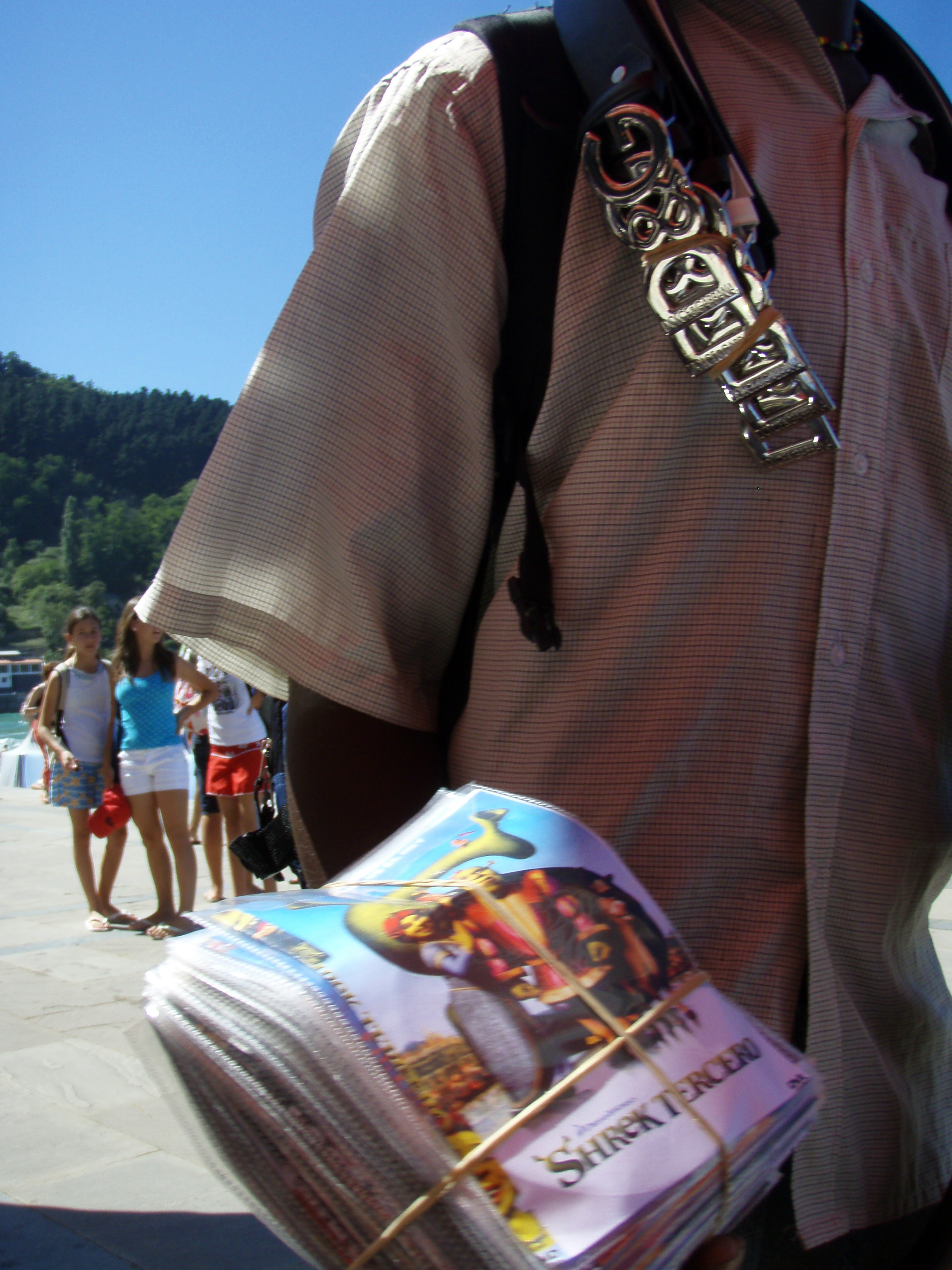
Nielegalne kopie filmów oferowane przez „pirata”. Na ramieniu także nielegalne podróbki pasków firmy „Dolce&Gabbana”.

Piractwo medialne – potoczne określenie działalności polegającej na nielegalnym kopiowaniu i posługiwaniu się własnością intelektualną (programami komputerowymi, muzyką, filmami itp.) bez zgody autora lub producenta i bez uiszczenia odpowiednich opłat.
Wcześniejszy przykład użycia słowa w podobnym kontekście to „pirackie stacje radiowe”.

## Kontrowersje
Według twórcy ruchu Wolnego oprogramowania, Richarda Stallmana, termin „piractwo” ma wpływać na świadomość i oceny moralne użytkowników, przekonując, że dzielenie się informacją z innymi jest złe i moralnie równoważne napadaniu na statki, porywaniu oraz mordowaniu załogi i pasażerów (piractwo). Stallman proponuje zamiast tego określenia używać neutralnych określeń takich jak „zabronione kopiowanie” (ang. prohibited copying) czy „nieautoryzowane kopiowanie” (ang. unauthorized copying).
Według raportu sporządzonego dla Komisji Europejskiej w 2014 nie ma mocnych dowodów na to, że zjawisko ma wpływ na sprzedaż treści własności intelektualnych.

## Polska
Tzw. Koalicja Antypiracka prowadziła i prowadzi szereg kampanii społecznych, w których m.in. informuje, że pobieranie z Internetu materiałów będących zastrzeżoną prawnie własnością intelektualną może być przestępstwem.
Według art. 278 § 2 polskiego Kodeksu karnego uzyskanie programu komputerowego bez zgody osoby uprawnionej, w celu uzyskania korzyści majątkowej, jest przestępstwem. Brak przy tym jasności, czy korzystanie z uzyskanego w ten sposób programu w celach osobistych jest równoznaczne z uzyskaniem korzyści majątkowej poprzez nieponiesienie opłaty licencyjnej, czy – jak twierdzą inni – nie można utożsamiać braku wydatku z korzyścią majątkową.

Art. 116 ustawy o prawie autorskim penalizuje rozpowszechnianie utworów, dlatego może mieć odniesienie jedynie do pobierania utworów w ramach sieci P2P, gdzie osoba pobierająca jest równocześnie osobą rozpowszechniającą. Serwis prawo.vagla.pl podaje : 

Problem jest taki, że ocena czy doszło do przestępstwa przewidzianego w ustawie o prawie autorskim i prawach pokrewnych w dużej mierze zależy od granic tzw. dozwolonego użytku. Wyznaczenie tych granic nastręcza doktrynie prawa wielu problemów. Dyskusja na ten temat jest prowadzona na całym świecie. Nie ma oczywiście wątpliwości w Polsce, że programy komputerowe z dozwolonego użytku prywatnego są wyłączone (tak stanowi ustawa; chociaż można się spierać czym program komputerowy jest, bo ustawa nie przewiduje definicji.)

Art. 17 powołanej ustawy głosi Jeżeli ustawa nie stanowi inaczej, twórcy przysługuje wyłączne prawo do korzystania z utworu i rozporządzania nim na wszystkich polach eksploatacji oraz do wynagrodzenia za korzystanie z utworu, zaś artykuł 35 Dozwolony użytek nie może naruszać normalnego korzystania z utworu lub godzić w słuszne interesy twórcy. Wedle art. 23 Bez zezwolenia twórcy wolno nieodpłatnie korzystać z już rozpowszechnionego utworu w zakresie własnego użytku osobistego [...] Zakres własnego użytku osobistego obejmuje korzystanie z pojedynczych egzemplarzy utworów przez krąg osób pozostających w związku osobistym, w szczególności pokrewieństwa, powinowactwa lub stosunku towarzyskiego. Komentarz serwisu prawo.vagla.pl :

artykuł 23 ustawy wyraźnie stanowi, że bez zezwolenia twórcy wolno nieodpłatnie korzystać z utworu w zakresie użytku osobistego. [...] ustawodawca w art. 23 przewidział wyjątek od generalnej zasady przewidującej monopol twórcy wyartykułowany w art. 17, zaś zapis art. 35 nie może być interpretowany w taki sposób, że dozwolony użytek osobisty jest całkowicie wyłączony. Przeciwna interpretacja byłaby w moim odczuciu interpretacją contra legem, bo skoro ustawodawca dopuścił taki użytek, to w jakimś konkretnie celu. W tekście powołuje się m.in. na prawo dostępu do dóbr kultury, ale w literaturze poruszającej ten temat mówi się też o racjonalności ustawodawcy, która ma polegać w tym przypadku na powstrzymaniu się od tworzenia prawa, które nie byłoby możliwe do stosowania (a tak by się stało, gdyby dozwolonego użytku osobistego by nie było). Stąd – w moim odczuciu – nie można też mówić o przestępstwie z art. 115 ust. 3 prawa autorskiego. Istotnie – istnieje generalna zasada ustanawiająca monopol twórcy, ale też i wyjątek w postaci dozwolonego użytku.

Polska policja dementuje twierdzenia ZAIKS-u i zaznacza, że pobieranie plików z internetu nie jest nielegalne i nie grozi za to odpowiedzialność karna, choć ich udostępnianie w ramach sieci P2P już jest.
Producenci własności intelektualnej w wersji elektronicznej stosują różne zabezpieczenia w celu uniemożliwienia kopiowania (zabezpieczenie antypirackie). Takie działania bywają krytykowane za niską skuteczność i nadmierną uciążliwość dla klientów.
W 2009 roku aresztowano właścicieli serwisu hostingowego odSiebie.com m.in. pod zarzutem paserstwa, w związku z czym organizacje zarządzające prawami autorskimi FOTA i ZPAV wraz z policją i prokuraturą we Wrocławiu zorganizowały konferencję prasową. W 2013 roku właściciele zostali uniewinnieni i oczyszczeni ze wszystkich zarzutów, zaś sąd wskazał niekompetencję organów ścigania oraz oskarżycieli posiłkowych w tej sprawie.
Kontrowersje budzi również nagradzanie policjantów przez Koalicję Antypiracką („Złote Blachy”) za „ponadprzeciętne zaangażowanie” w zwalczaniu nielegalnego udostępniania plików.